# Петрівська сільська рада (Козелецький район)
Петрівська сільська рада — адміністративно-територіальна одиниця та орган місцевого самоврядування в Козелецькому районі Чернігівської області. Адміністративний центр — село Мостище.

## Загальні відомості
- Населення ради: 743 особи (станом на 2001 рік)

## Населені пункти
Сільській раді підпорядковані населені пункти:
- с. Мостище

## Склад ради
Рада складається з 14 депутатів та голови.
- Голова ради: Великородний Борис Юрійович

### Керівний склад попередніх скликань
| Прізвище, ім'я, по батькові | Основні відомості                                                         | Дата обрання | Дата звільнення |
| --------------------------- | ------------------------------------------------------------------------- | ------------ | --------------- |
| Великородний Борис Юрійович | Сільський голова, 1977 року народження, освіта вища, безпартійний         | 26.03.2006   | 31.10.2010      |
| Великородний Борис Юрійович | Сільський голова, 1977 року народження, освіта вища, член Партії регіонів | 31.10.2010   |                 |

Примітка: таблиця складена за даними сайту Верховної Ради України

### Депутати
За результатами місцевих виборів 2010 року депутатами ради стали:

#### За суб'єктами висування
| Суб'єкт висування                                       | Кількість обраних депутатів | %    |
| ------------------------------------------------------- | --------------------------- | ---- |
| Політична партія Всеукраїнське об'єднання «Батьківщина» | 7                           | 50   |
| Партія регіонів                                         | 6                           | 42,9 |
| Політична партія «Нова політика»                        | 1                           | 7,1  |

#### За округами
| № округу                                                | Прізвище, ім'я, по батькові      | Дата визнання обраним | Освіта             | Партійна приналежність                        | Відомості про обраного депутата                      |
| ------------------------------------------------------- | -------------------------------- | --------------------- | ------------------ | --------------------------------------------- | ---------------------------------------------------- |
| Партія регіонів                                         |                                  |                       |                    |                                               |                                                      |
| 1                                                       | Пономаренко Станіслав Михайлович | 01.11.2010            | вища               | член Партії регіонів                          | Козелецька інспекція держтехнагляду, керівник        |
| 2                                                       | Шевчик Галина Олекс              | 01.11.2010            | середня            | позапартійна                                  | тимчасово не працює                                  |
| 4                                                       | Овдієнко Леонід Михайлович       | 01.11.2010            | середня            | позапартійний                                 | Міжгосподарський лісгосп с Кошани, лісник            |
| 5                                                       | Гайова Ганна Василівна           | 01.11.2010            | вища               | позапартійна                                  | Петрівська загальноосвітня школа І-ІІІ ст., директор |
| 11                                                      | Полегка Валентина Михайлівна     | 01.11.2010            | середня            | член Всеукраїнського об'єднання «Батьківщина» | ТОВ «Агролент», свинарка                             |
| 12                                                      | Мороз Ростислав Миколайович      | 01.11.2010            | середня            | член Всеукраїнського об'єднання «Батьківщина» | тимчасово не працює                                  |
| Політична партія Всеукраїнське об'єднання «Батьківщина» |                                  |                       |                    |                                               |                                                      |
| 3                                                       | Тука Віра Федорівна              | 01.11.2010            | середня спеціальна | позапартійна                                  | Петрівська сільська рада, секретар                   |
| 7                                                       | Коваленко Алла Василівна         | 01.11.2010            | вища               | член Політичної партії «Нова політика»        | Петрівська загальноосвітня школа, вчитель            |
| 8                                                       | Демченко Олена Миколаївна        | 01.11.2010            | середня спеціальна | член Всеукраїнського об'єднання «Батьківщина» | тимчасово не працює                                  |
| 9                                                       | Рижий Олександр Іванович         | 01.11.2010            | середня            | член Всеукраїнського об'єднання «Батьківщина» | тимчасово не працює                                  |
| 10                                                      | Шевчик Ірина Борисівна           | 01.11.2010            | вища               | член Всеукраїнського об'єднання «Батьківщина» | пенсіонер                                            |
| 13                                                      | Дмитренко Євгенія Іванівна       | 01.11.2010            | середня спеціальна | член Всеукраїнського об'єднання «Батьківщина» | Магазин № 75, продавець                              |
| 14                                                      | Тупик Сергій Анатолійович        | 01.11.2010            | середня            | член Всеукраїнського об'єднання «Батьківщина» | тимчасово не працює                                  |
| Політична партія «Нова політика»                        |                                  |                       |                    |                                               |                                                      |
| 6                                                       | Євтушенко Микола Григорович      | 01.11.2010            | середня спеціальна | член Політичної партії «Нова політика»        | АЗС № 3, оператор                                    |